# Marcel Jouhandeau
Marcel Jouhandeau (n. 26 iulie 1888 - d. 7 aprilie 1979) a fost un scriitor francez, care a publicat și sub pseudonimul Marcel Jouand.
Proza sa cultivă alegoria vizionară și satira crudă și este dedicată provinciei natale și relațiilor matrimoniale.

## Scrieri
- 1924: Familia Pincegrain ("Les Pincegrain")
- 1926: Domnul Godeau în intimitate ("Monsieur Godeau intime")
- 1933: Domnul Godeau căsătorit ("Monsieur Godeau marié")
- 1938/1943: Cronici maritale ("Chroniques maritales")
- 1947: Eseu despre mine însumi ("Essai sur moi-même")
- 1948: Memorial ("Mémorial")
- 1961 - 1978: Însemnări zilnice ("Journaliers").

1. ↑  Find a Grave, accesat în 29 iunie 2024
2. ↑  Autoritatea BnF, accesat în 10 octombrie 2015
3. ↑  CONOR.SI[*] Verificați valoarea |titlelink= (ajutor)